# Buxentum
Buxentum (łac. Dioecesis Buxentinus) – stolica historycznej diecezji w Italii erygowanej w V wieku, a skasowanej w wieku VII.
Współczesne miasto Policastro Bussentino w prowincji Salerno we Włoszech. Obecnie katolickie biskupstwo tytularne ustanowione w 1966 przez papieża Pawła VI.

## Biskupi tytularni
| Lp. | Biskup                        | Funkcja                                                   | Od                   | Do                   |
| --- | ----------------------------- | --------------------------------------------------------- | -------------------- | -------------------- |
| 1   | Franciszek Cedzich            | biskup-prałat Alto Paraná (Paragwaj)                      | 11 maja 1968         | 23 grudnia 1971      |
| 2   | Desiderio Elso Collino        | biskup pomocniczy Rosario (Argentyna)                     | 21 stycznia 1972     | 7 listopada 1972     |
| 3   | José María Márquez Bernal     | biskup-prałat Humahuaca (Argentyna)                       | 10 października 1973 | 3 listopada 1977     |
| 4   | Dominic Joseph Chwane Khumalo | biskup pomocniczy Durbanu (Południowa Afryka)             | 27 lutego 1978       | 27 kwietnia 2006     |
| 5   | Joseph Karikkassery           | biskup pomocniczy Werapoly (Indie)                        | 25 listopada 2006    | 18 grudnia 2010      |
| 6   | Eugenio Andrés Lira Rugarcía  | biskup pomocniczy Puebli (Meksyk)                         | 24 lutego 2011       | 22 września 2016     |
| 7   | Carlos Tomás Morel Diplán     | biskup pomocniczy Santiago de los Caballeros (Dominikana) | 14 grudnia 2016      | 18 października 2024 |